# Бібліотеки Харкова
Бібліотеки Харкова — культурно-освітні заклади міста Харкова.

## Бібліотеки обласного і загальнодержавного значення
| Назва бібліотеки                                             | Рік заснування    | Адреса                            | Фотографія | Бібліотечний фонд | Додаткові відомості |
| ------------------------------------------------------------ | ----------------- | --------------------------------- | ---------- | ----------------- | --- |
| Харківська державна наукова бібліотека імені В. Г. Короленка | 1886 рік          | пров. Короленка, 18               |            | 7 000 000 прим.   | Директорка — Ракитянська Валентина Дмитрівна                                                                                   |
| Харківська наукова медична бібліотека (КЗОЗ ХНМБ)            | 1861 рік          | вул. Архітекторів, 40, корп. Г    |            | 1 134 000 прим.   | Директорка — Бражник Ірина Олександрівна                                                                                       |
| Харківська спеціалізована музично-театральна бібліотека      | 1955 рік          | пров. Інженерний, 1А, 2-й під'їзд |            | 157 000 прим.     | Директорка — Аввакумова Ірина Олександрівна                                                                                    |
| Харківська обласна бібліотека для дітей                      | 1937 рік          | вул. Алчевських, 43               |            | 182 000 прим.     | Директорка — Трохименко Галина Володимирівна                                                                                   |
| Харківська обласна бібліотека для юнацтва                    | грудень 1977 року | просп. Ювілейний, 49/8            |            | 137 000 прим.     | Директорка — Жарова Маргарита Володимирівна.                                                                                   |
| Харківська обласна універсальна наукова бібліотека           | 1951 рік          | вул. Кооперативна, 13/2           |            | 250 000 прим.     | Директорка — Шостко Наталя Іванівна Сайт бібліотеки: http://library.kharkov.ua/ [Архівовано 14 травня 2021 у Wayback Machine.] |

## Бібліотеки міського значення

### Шевченківський район
| Назва бібліотеки | Рік заснування | Адреса                      | Фотографія | Бібліотечний фонд | Додаткові відомості                                                                    |
| --- | -------------- | --------------------------- | ---------- | ----------------- | -------------------------------------------------------------------------------------- |
| КЗК «Центральна бібліотека централізованої бібліотечної системи Шевченківського району м. Харкова»                                                            | 1934           | вул. Данилевського, 34      |            | 115 000 прим.     | Завідувач бібліотекою — Передерій Світлана Іванівна Сайт                               |
| Центральна дитяча бібліотека ім. Петра Панча КЗК «Центральна бібліотека централізованої бібліотечної системи Шевченківського району м. Харкова»               | 1949 рік       | вул. Архітекторів, 30А      |            | 42 536 прим.      | Сучасна назва бібліотеки з 1979 року. Завідувач бібліотекою — Шердіц Тетяна Едуардівна |
| Бібліотека сімейного читання КЗК «Центральна бібліотека централізованої бібліотечної системи Шевченківського району м. Харкова»                               |                | просп. Людвіга Свободи, 32А |            | 26 000 прим.      | Завідувач бібліотекою — Голік Олена Вікторівна                                         |
| Бібліотека-філія № 11 сімейного читання ім. Олеся Донченка КЗК «Центральна бібліотека централізованої бібліотечної системи Шевченківського району м. Харкова» | 1949 рік       | вул. Дерев'янка, 11         |            | 27 059 прим.      | Завідувач бібліотекою — Мотузова Олена Володимирівна                                   |
| Бібліотека-філія № 17 КЗК «Центральна бібліотека централізованої бібліотечної системи Шевченківського району м. Харкова»                                      |                | вул. Клочківська, 61/63     |            | 15 000 прим.      | Завідувач бібліотекою — Калініна Ганна Павлівна                                        |
| Бібліотека-філія № 22 КЗК «Центральна бібліотека централізованої бібліотечної системи Шевченківського району м. Харкова»                                      |                | вул. Клочківська, 261       |            | 19 000 прим.      | Завідувач бібліотекою — Москвіна Валентина Володимирівна                               |
| Бібліотека-філія № 35 для дітей та юнацтва КЗК «Центральна бібліотека централізованої бібліотечної системи Шевченківського району м. Харкова»                 | 1968 рік       | вул. Вартових Неба, 35      |            | 40 937 прим.      | Завідувач бібліотекою — Чернецька Олена Дмитрівна                                      |

### Новобаварський район
| Назва бібліотеки | Рік заснування | Адреса                        | Фотографія | Бібліотечний фонд | Додаткові відомості                                                                    |
| --- | -------------- | ----------------------------- | ---------- | ----------------- | -------------------------------------------------------------------------------------- |
| КЗК «Центральна бібліотека ім. І. Я. Франка централізованої бібліотечної системи Новобаварського району м. Харкова»                                    | 1937 рік       | вул. Академіка Богомольця, 1А |            | 25 428 прим.      | Сучасна назва з 1976 р. Директорка — Пушкаренко Наталія Григорівна                     |
| Центральна дитяча бібліотека КЗК «Центральна бібліотека ім. І. Я. Франка централізованої бібліотечної системи Новобаварського району м. Харкова»       | 1946 рік       | бул. Гончарівський, 13        |            | 54 017 прим.      | Сучасна назва з 1976 р. Заступник директора по роботі з дітьми — Трощій Ольга Петрівна |
| Бібліотека-філія № 1 КЗК «Центральна бібліотека ім. І. Я. Франка централізованої бібліотечної системи Новобаварського району м. Харкова»               |                |                               |            |                   |                                                                                        |
| Бібліотека-філія № 19 КЗК «Центральна бібліотека ім. І. Я. Франка централізованої бібліотечної системи Новобаварського району м. Харкова»              |                |                               |            |                   |                                                                                        |
| Бібліотека-філія № 20 КЗК «Центральна бібліотека ім. І. Я. Франка централізованої бібліотечної системи Новобаварського району м. Харкова»              |                |                               |            |                   |                                                                                        |
| Бібліотека-філія № 23 для дорослих КЗК «Центральна бібліотека ім. І. Я. Франка централізованої бібліотечної системи Новобаварського району м. Харкова» |                |                               |            |                   |                                                                                        |
| Бібліотека-філія № 30 КЗК «Центральна бібліотека ім. І. Я. Франка централізованої бібліотечної системи Новобаварського району м. Харкова»              |                |                               |            |                   |                                                                                        |
| Бібліотека-філія № 36 КЗК «Центральна бібліотека ім. І. Я. Франка централізованої бібліотечної системи Новобаварського району м. Харкова»              |                |                               |            |                   |                                                                                        |

### Київський район
| Назва бібліотеки | Рік заснування | Адреса                       | Фотографія | Бібліотечний фонд | Додаткові відомості                                                                         |
| --- | -------------- | ---------------------------- | ---------- | ----------------- | ------------------------------------------------------------------------------------------- |
| КЗК «Центральна бібліотека централізованої бібліотечної системи Київського району м. Харкова»                                 | 1933 рік       | вул. Мироносицька, 81/85     |            |                   | Директорка — Івашова Валентина Петрівна сайт                                                |
| Центральна бібліотека для дітей КЗК «Центральна бібліотека централізованої бібліотечної системи Київського району м. Харкова» | 1951 рік       | вул. Чернишевська, 15        |            | 34 544 прим.      | Сучасна назва з 2000 р. Заступниця директора по роботі з дітьми — Бугайова Любов Григорівна |
| Бібліотека-філія № 3 для дітей КЗК «Центральна бібліотека централізованої бібліотечної системи Київського району м. Харкова»  | 1949 рік       | пров. 1-й Лісопарківський    |            | 29 238 прим.      | Зав. бібліотекою — Животова Лариса Вікторівна                                               |
| Бібліотека-філія № 4 КЗК «Центральна бібліотека централізованої бібліотечної системи Київського району м. Харкова»            |                |                              |            |                   |                                                                                             |
| Бібліотека-філія № 42 КЗК «Центральна бібліотека централізованої бібліотечної системи Київського району м. Харкова»           |                | вул. Нескорених, 12В         |            |                   |                                                                                             |
| Бібліотека-філія № 43 для дітей КЗК «Центральна бібліотека централізованої бібліотечної системи Київського району м. Харкова» | 1984 рік       | вул. Нескорених, 12В         |            | 17 725 прим.      | Завідувач бібліотекою — Шевченко Лілія Іванівна                                             |
| Бібліотека-філія № 44 КЗК «Центральна бібліотека централізованої бібліотечної системи Київського району м. Харкова»           | 1969 рік       | вул. Академіка Вальтера, 8   |            |                   | Завідувач бібліотекою — Підгорська Олена Григоріївна                                        |
| Бібліотека-філія № 50 КЗК «Центральна бібліотека централізованої бібліотечної системи Київського району м. Харкова»           | 1974 рік       | вул. Соборності України, 219 |            | 17 097 прим.      | Завідувач бібліотекою — Перетяченко Валентина Іванівна Сайт бібліотеки:                     |

### Слобідський район
| Назва бібліотеки | Рік заснування | Адреса                 | Фотографія | Бібліотечний фонд                        | Додаткові відомості                                                        |
| --- | -------------- | ---------------------- | ---------- | ---------------------------------------- | -------------------------------------------------------------------------- |
| КЗК «Центральна бібліотека централізованої бібліотечної системи Слобідського району м. Харкова»                                        | 1951 рік       | вул. Чорноморська, 3   |            | 115 000 видань (станом на 01.01.2014 р.) | СайтБлог бібліотеки                                                        |
| Центральна дитяча бібліотека КЗК «Центральна бібліотека централізованої бібліотечної системи Слобідського району м. Харкова»           | 1968 рік       | вул. Киргизька, 9А     |            | 41 000 прим.                             | Сучасна назва з 1997 р. Завідувач бібліотекою — Карлсон Валентина Олегівна |
| Бібліотека-філія сімейного читання № 5 КЗК «Центральна бібліотека централізованої бібліотечної системи Слобідського району м. Харкова» | 1954 рік       | вул. Братів Гипиків, 4 |            | 75 000 прим.                             | Завідувач бібліотекою — Кравчук Юлія Миколаївна                            |
| Бібліотека-філія № 22 для дітей КЗК «Центральна бібліотека централізованої бібліотечної системи Слобідського району м. Харкова»        | 1954 рік       | пров. Пілотів, 1А      |            | 31 032 прим.                             | Сучасна назва з 1976 р. Завідувач бібліотекою — Просяник Людмила Олегівна  |
| Бібліотека-філія № 39 для дорослих КЗК «Центральна бібліотека централізованої бібліотечної системи Слобідського району м. Харкова»     |                | просп. Байрона, 177    |            | 132 132 прим.                            | Завідувач бібліотекою — Козирєва Валентина Олександрівна                   |
| Бібліотека-філія № 49 для дорослих КЗК «Центральна бібліотека централізованої бібліотечної системи Слобідського району м. Харкова»     |                | просп. Льва Ландау, 16 |            | 41 000 прим.                             | Завідувач бібліотекою — Шабельник Лариса Василівна                         |

### Холодногірський район
| Назва бібліотеки | Рік заснування      | Адреса                 | Фотографія | Бібліотечний фонд | Додаткові відомості |
| --- | ------------------- | ---------------------- | ---------- | ----------------- | --- |
| Центральна бібліотека ім. Г. Ф. Квітки-Основ'яненка централізованої бібліотечної системи Холодногірського району м. Харкова                                               | 1949 рік            | пров. Пластичний, 8    |            | 100 040 прим.     | Директорка бібліотеки — Кобзар Тетяна Опанасівна. Сайт бібліотеки — http://biblioteka-kvitkyosnov.edu.kh.ua/ [Архівовано 19 травня 2014 у Wayback Machine.]   |
| Центральна бібліотека для дітей КЗК «Центральна бібліотека ім. Г. Ф. Квітки-Основ'яненка централізованої бібліотечної системи Холодногірського району м. Харкова»         | 1937 рік            | Полтавський Шлях, 118  |            | 24 066 прим.      | Сучасна назва з 1978 р. Заступниця директора по роботі з дітьми — Муравйова-Макарова Людмила Володимирівна                                                    |
| Бібліотека-філія № 8 для дорослих КЗК «Центральна бібліотека ім. Г. Ф. Квітки-Основ'яненка централізованої бібліотечної системи Холодногірського району м. Харкова»       |                     |                        |            |                   | |
| Бібліотека-філія № 11 для дорослих КЗК «Центральна бібліотека ім. Г. Ф. Квітки-Основ'яненка централізованої бібліотечної системи Холодногірського району м. Харкова»      | 23 серпня 1948 року | Полтавський Шлях, 118  |            | 54 700 прим.      | Бібліотека відкрита на Холодній Горі, на честь 5 річниці визволення Харкова від нацистських загарбників. Завідувач бібліотекою — Кузнецова Наталія Миколаївна |
| Бібліотека-філія № 13 ім. Лесі Українки КЗК «Центральна бібліотека ім. Г. Ф. Квітки-Основ'яненка централізованої бібліотечної системи Холодногірського району м. Харкова» |                     |                        |            |                   | |
| Бібліотека-філія № 14 для дітей КЗК «Центральна бібліотека ім. Г. Ф. Квітки-Основ'яненка централізованої бібліотечної системи Холодногірського району м. Харкова»         | 1951 рік            | пров. Пластичний, 8    |            | 35 862 прим.      | Сучасна назва з 1978 р. Завідувач бібліотекою — Пилипенко Анастасія Андріївна                                                                                 |
| Бібліотека-філія № 27 для дітей КЗК «Центральна бібліотека ім. Г. Ф. Квітки-Основ'яненка централізованої бібліотечної системи Холодногірського району м. Харкова»         | 1950 рік            | вул. Родини Кенігів, 1 |            | 34 329 прим.      | Сучасна назва з 1978 р. Завідувач бібліотекою — Ісхакова Нонна Яківна                                                                                         |

### Салтівський район
| Назва бібліотеки | Рік заснування | Адреса                                                            | Фотографія | Бібліотечний фонд | Додаткові відомості                                                                      |
| --- | -------------- | ----------------------------------------------------------------- | ---------- | ----------------- | ---------------------------------------------------------------------------------------- |
| КЗК «Центральна бібліотека централізованої бібліотечної системи Салтівського району м. Харкова»                                              | 1926           | вул. Гвардійців-Широнінців, 83/25; дирекція: вул. Бучми, 20 кв. 2 |            | 65 000 прим.      | з 1948 до 19.12.2016/2017 носила назву «ім. Д. А. Фурманова»                             |
| Центральна дитяча бібліотека КЗК «Центральна бібліотека централізованої бібліотечної системи Салтівського району м. Харкова»                 | 1953 рік       | вул. Глобинська, 38                                               |            | 29 000 прим.      | Сучасна назва з 1978 р. Заступниця директора по роботі з дітьми — Саніна Раїса Семенівна |
| Бібліотека-філія № 2 ім. Т. Г. Шевченка КЗК «Центральна бібліотека централізованої бібліотечної системи Салтівського району м. Харкова»      |                |                                                                   |            |                   |                                                                                          |
| Бібліотека-філія № 3 КЗК «Центральна бібліотека централізованої бібліотечної системи Салтівського району м. Харкова»                         |                | вул. Металістів, 10                                               |            |                   | Завідувач бібліотекою — Рябенко Надія Василівна                                          |
| Бібліотека-філія № 9 для дітей КЗК «Центральна бібліотека централізованої бібліотечної системи Салтівського району м. Харкова»               | 1978 рік       | просп. Ювілейний, 34А, кв. 16                                     |            | 8 500 прим.       | Завідувач бібліотекою — Глоба Тетяна Іванівна                                            |
| Бібліотека-філія № 16 сімейного читання КЗК «Центральна бібліотека централізованої бібліотечної системи Салтівського району м. Харкова»      |                |                                                                   |            |                   |                                                                                          |
| Бібліотека-філія № 29 ім. Г. С. Сковороди Салтівської ЦБС м. Харкова                                                                         |                |                                                                   |            |                   |                                                                                          |
| Бібліотека-філія № 30 для дітей КЗК «Центральна бібліотека централізованої бібліотечної системи Салтівського району м. Харкова»              | 1963 рік       | вул. Володимира Івасюка, 33                                       |            | 30 000 прим.      | Сучасна назва з 1991 р. Завідувач бібліотекою — Яковлєва Людмила Петрівна                |
| Бібліотека-філія № 32 для дітей КЗК «Центральна бібліотека централізованої бібліотечної системи Салтівського району м. Харкова»              | 1958 рік       | Салтівське шосе, 145А                                             |            | 21 000 прим.      | Завідувач бібліотекою — Сіренко Тетяна Федорівна                                         |
| Бібліотека-філія № 36 для дітей КЗК «Центральна бібліотека централізованої бібліотечної системи Салтівського району м. Харкова»              | 1976 рік       | вул. Валентинівська, 20                                           |            | 18 500 прим.      | Завідувач бібліотекою — Ніколаєва Маргарита Борисівна                                    |
| Бібліотека-філія № 39 для дітей КЗК «Центральна бібліотека централізованої бібліотечної системи Салтівського району м. Харкова»              | 1976 рік       | просп. Тракторобудівників, 160-Б                                  |            | 18 000 прим.      | Завідувач бібліотекою — Ісаєва Ірина Олександрівна                                       |
| Бібліотека-філія № 40 для дітей КЗК «Центральна бібліотека централізованої бібліотечної системи Салтівського району м. Харкова»              | 1978 рік       | вул. Гвардійців-Широнінців, 58                                    |            | 14 800 прим.      | Завідувач бібліотекою — Прохоренко Ольга Іванівна                                        |
| Бібліотека-філія № 43 ім. Максима Рильського КЗК «Центральна бібліотека централізованої бібліотечної системи Салтівського району м. Харкова» |                |                                                                   |            |                   |                                                                                          |
| Бібліотека-філія № 46 КЗК «Центральна бібліотека централізованої бібліотечної системи Салтівського району м. Харкова»                        |                |                                                                   |            |                   |                                                                                          |
| Бібліотека-філія № 48 КЗК «Центральна бібліотека централізованої бібліотечної системи Салтівського району м. Харкова»                        |                |                                                                   |            |                   |                                                                                          |

### Індустріальний район
| Назва бібліотеки | Рік заснування | Адреса                    | Фотографія | Бібліотечний фонд | Додаткові відомості                                  |
| --- | -------------- | ------------------------- | ---------- | ----------------- | ---------------------------------------------------- |
| КЗК «Центральна бібліотека централізованої бібліотечної системи Індустріального району м. Харкова»                                         | 1933 рік       | вул. Миру, 20             |            |                   | Директорка — Кузнєцова Марина Миколаївна             |
| Центральна дитяча бібліотека КЗК «Центральна бібліотека централізованої бібліотечної системи Індустріального району м. Харкова»            | 1947 рік       | просп. Індустріальний, 22 |            | 21 685 прим.      | Завідувач бібліотекою — Курбатова Зоя Володимирівна  |
| Бібліотека-філія № 28 для дітей КЗК «Центральна бібліотека централізованої бібліотечної системи Індустріального району м. Харкова»         | 1954 рік       | вул. Верстатобудівна, 2   |            | 14 672 прим.      | Завідувач бібліотекою –Дуднік Тетяна Василівна       |
| Бібліотека-філія № 15 для дітей КЗК «Центральна бібліотека централізованої бібліотечної системи Індустріального району м. Харкова»         | 1953 рік       | вул. Бекетова, 10         |            | 20 479 прим.      | Завідувач бібліотекою — Шацька Тетяна Миколаївна     |
| Бібліотека-філія № 27 сімейного читання КЗК «Центральна бібліотека централізованої бібліотечної системи Індустріального району м. Харкова» |                | вул. Зубарєва, 33         |            |                   | Завідувач бібліотекою — Сарана Ірина Олександрівна   |
| Бібліотека-філія № 40 сімейного читання КЗК «Центральна бібліотека централізованої бібліотечної системи Індустріального району м. Харкова» |                | вул. Плиткова, 19         |            |                   | Завідувач бібліотекою — Семеніхіна Тетяна Вікторівна |

### Немишлянський район
| Назва бібліотеки | Рік заснування | Адреса                       | Фотографія                                                                 | Бібліотечний фонд  | Додаткові відомості                                                                          |
| --- | -------------- | ---------------------------- | -------------------------------------------------------------------------- | ------------------ | -------------------------------------------------------------------------------------------- |
| КЗК «Центральна бібліотека централізованої бібліотечної системи Немишлянського району м. Харкова»                                 |                |                              |                                                                            |                    |                                                                                              |
| Центральна дитяча бібліотека КЗК «Центральна бібліотека централізованої бібліотечної системи Немишлянського району м. Харкова»    | 1955 рік       | вул. Володимира Вакуленка, 5 |                                                                            | 57 969 прим.       | Сучасна назва з 1977 р. Заступниця директора по роботі з дітьми — Хіценко Валентина Іванівна |
| Бібліотека-філія № 15 КЗК «Центральна бібліотека централізованої бібліотечної системи Немишлянського району м. Харкова»           | 1957 рік       | вул. Кулиничівська, 46       |                                                                            |                    |                                                                                              |
| Бібліотека-філія № 17 для дітей КЗК «Центральна бібліотека централізованої бібліотечної системи Немишлянського району м. Харкова» | 1951 рік       | вул. Дизельна, 9             |                                                                            | 31 392 прим.       | Сучасна назва з 1977 р. Завідувач бібліотекою — Селіванова Тамара Вікторівна                 |
| Бібліотека-філія № 18 для дітей КЗК «Центральна бібліотека централізованої бібліотечної системи Немишлянського району м. Харкова» | 1952 рік       | вул. Амосова, 7А             |                                                                            | 24 645 прим.       | Сучасна назва з 1977 р. Завідувач бібліотекою — Семерніна Тетяна Леонідівна                  |
| Бібліотека-філія № 31 для дітей КЗК «Центральна бібліотека централізованої бібліотечної системи Немишлянського району м. Харкова» | 1956 рік       | просп. Льва Ландау, 58       |                                                                            | 35 505 прим.       | Сучасна назва з 1977 р. Завідувач бібліотекою — Бичик Світлана Вікторівна                    |
| Бібліотека-філія № 42 для дітей КЗК «Центральна бібліотека централізованої бібліотечної системи Немишлянського району м. Харкова» | 1979 рік       | вул. Амосова, 13             | \|\| 27 075 прим. \|\| Завідувач бібліотекою — Овчаренко Лариса Олексіївна |                    |                                                                                              |
| Бібліотека-філія № 45 КЗК «Центральна бібліотека централізованої бібліотечної системи Немишлянського району м. Харкова»           | 1970 рік       | Салтівське шосе, 106         |                                                                            | понад 25 000 прим. | До 1973 року відносилася до Салтівського району                                              |
| Бібліотека-філія № 47 КЗК «Центральна бібліотека централізованої бібліотечної системи Немишлянського району м. Харкова»           |                | вул. Тракторна, 12А          |                                                                            |                    |                                                                                              |

### Основ'янський район
| Назва бібліотеки | Рік заснування | Адреса                                               | Фотографія | Бібліотечний фонд | Додаткові відомості                                                  |
| --- | -------------- | ---------------------------------------------------- | ---------- | ----------------- | -------------------------------------------------------------------- |
| Центральна бібліотека КЗК «Центральна бібліотека централізованої бібліотечної системи Основ'янського району м. Харкова»        | 1926 рік       | 61001, м. Харків, вул. Молочна, 20                   |            | 45000             | Директорка — Черніченко Наталія Дмитрівна                            |
| Центральна дитяча бібліотека КЗК «Центральна бібліотека централізованої бібліотечної системи Основ'янського району м. Харкова» | 1971 рік       | 61140, м. Харків, просп. Аерокосмічний, 40           |            | 19000             | Заступниця директора по роботі з дітьми — Шалаєва Світлана Камілівна |
| Бібліотека — філія № 1 КЗК «Центральна бібліотека централізованої бібліотечної системи Основ'янського району м. Харкова»       | 1945 рік       | 61001, м. Харків, м-н Героїв Небесної сотні, 19А     |            | 39000             | Завідувач бібліотекою — Журавльова Лідія Олексіївна                  |
| Бібліотека — філія № 15 КЗК «Центральна бібліотека централізованої бібліотечної системи Основ'янського району м. Харкова»      | 1949 рік       | 61080, м. Харків, просп. Аерокосмічний, 312          |            | 18000             | Завідувач бібліотекою — Волкова Наталія Іванівна                     |
| Бібліотека — філія № 21 КЗК «Центральна бібліотека централізованої бібліотечної системи Основ'янського району м. Харкова»      | 1953 рік       | 61009, м. Харків, вул. Харківська, 82                |            | 22000             | Завідувач бібліотекою — Шалаєва Ольга Камілівна                      |
| Бібліотека — філія № 29 КЗК «Центральна бібліотека централізованої бібліотечної системи Основ'янського району м. Харкова»      | 1955 рік       | 61009, м. Харків, вул. Павла Тичини, 26              |            | 17000             | Завідувач бібліотекою — Черненко Тетяна Миколаївна                   |
| Бібліотека — філія № 35 КЗК «Центральна бібліотека централізованої бібліотечної системи Основ'янського району м. Харкова»      | 1957 рік       | 61124, м. Харків, вул. Сидоренківська, 36/1, корп. 6 |            | 17000             | Завідувач бібліотекою — Ніколаєвська Олена Анатолівна                |
| Бібліотека — філія № 41 КЗК «Центральна бібліотека централізованої бібліотечної системи Основ'янського району м. Харкова»      | 1970 рік       | 61109, м. Харків, вул. Тернопільська, 19             |            | 12000             | Завідувач бібліотекою — Філіпенко Лариса Леонідівна                  |

## Бібліотеки навчальних закладів
| Навчальний заклад                                                                                      | Рік заснування | Адреса                                 | Фотографія | Бібліотечний фонд             | Додаткові відомості |
| --- | -------------- | -------------------------------------- | ---------- | ----------------------------- | --- |
| Національний аерокосмічний університет «Харківський авіаційний інститут»                               | 1930 рік       | вул. Вадима Манька, 17                 |            | 904 000 прим.                 | В бібліотеці працює 65 співробітників. Бібліотека включає 3 абонемента — абонементи наукової, навчальної, художньої літератури, чотири читальні зали, 18 бібліотечних пунктів при кафедрах та гуртожитках. Науково-технічна бібліотека щорічно обслуговує більше 13 тисяч читачів та видає їм близько 650 000 тис. прим. документів. Щорічно до фонду надходить понад 12 тис. прим. нової літератури і близько 240 назв періодичних видань. Директорка — Ткаченко Надія Михайлівна. |
| Науково-технічна бібліотека Українського державного університету залізничного транспорту (НТБ УкрДУЗТ) | 1930 рік       | м-н Оборонний Вал, 7                   |            | 895 000 прим.                 | Директорка бібліотеки — Начарян Катерина Петрівна Репозиторій академічних текстів УкрДУЗТ [Архівовано 10 жовтня 2021 у Wayback Machine.] Портал електронних видань [Архівовано 15 лютого 2017 у Wayback Machine.] |
| Державний біотехнологічний університет                                                                 | 1867 рік       | смт Мала Данилівка, вул. Академічна, 1 |            | 250 000 прим.                 | |
| Національний фармацевтичний університет                                                                | 1921 рік       | вул. Валентинівська, 4                 |            | 530 000 прим.                 | Директорка бібліотеки — Гавриш Наталія Борисівна |
| Національний технічний університет «Харківський політехнічний інститут»                                | 1930 рік       | вул. Кирпичова, 16                     |            | 2 000 000 прим.               | Директорка бібліотеки — Семененко Лариса Петрівна |
| Наукова бібліотека Харківського національного університету міського господарства імені О.М. Бекетова   | 1922 рік       | вул. Чорноглазівська, 17               |            |                               | Директорка бібліотеки — Євсюкова Надія Олександрівна |
| Харківський національний університет внутрішніх справ                                                  | 1992 рік       | просп. Льва Ландау, 27                 |            | 450 000 прим.                 | Директорка наукової бібліотеки[недоступне посилання з червня 2019] — Музика Олена Анатоліївна Бібліотечний портал університету [Архівовано 26 квітня 2017 у Wayback Machine.] Інституційний репозиторій відкритого доступу [Архівовано 21 квітня 2017 у Wayback Machine.] |
| Харківський гуманітарний університет «Народна українська академія»                                     | 1996 рік       | вул. Майка Йогансена, 27               |            | 150 000 прим.                 | |
| Харківський національний університет радіоелектроніки                                                  | 1930 рік       | просп. Науки, 14                       |            | 710 000 прим.                 | Директор — Грищенко Т. Б. |
| Харківський національний університет імені В. Н. Каразіна                                              | 1804 рік       | м-н Свободи, 4                         |            | 3 300 000 прим.               | Директорка — Ірина Казимирівна Журавльова |
| Бібліотека Харківської державної академії культури                                                     | 1929 рік       | узв. Бурсацький, 4                     |            | 314 115 прим. (на 01.01.2015) | Директорка — Кирпа Тетяна Олександрівна |